# Ann Biderman
Ann Biderman (* 15. August 1951) ist eine US-amerikanische Drehbuchautorin.

## Leben
1984 war Biderman an der Story zum Film American Dreamer beteiligt. Danach trat sie erst wieder als Drehbuchautorin in den 1990er Jahren bei der Serie New York Cops – NYPD Blue in Erscheinung. Hierfür wurde sie mit einem Emmy ausgezeichnet. Es folgten drei Thriller, erst in den 2000er Jahren kehrte sie zum Fernsehen zurück.
1997 entstand auf Grundlage ihres Drehbuchs die Literaturverfilmung Fräulein Smillas Gespür für Schnee, die auf das gleichnamige Buch von Peter Høeg zurückgeht.
Biderman entwickelte die Fernsehserien Southland (2009–2013) und Ray Donovan (2013–2020). An beiden war sie auch als Ausführende Produzentin beteiligt.

## Filmografie (Auswahl)
- 1994: New York Cops – NYPD Blue (NYPD Blue, Fernsehserie, 3 Folgen)
- 1995: Copykill
- 1996: Zwielicht (Primal Fear)
- 1997: Fräulein Smillas Gespür für Schnee (Smilla’s Sense of Snow)
- 2009: Public Enemies
- 2009–2013: Southland (Fernsehserie, Schöpferin)
- 2013–2020: Ray Donovan (Fernsehserie, Schöpferin)
- 2023: Nyad